# The Lost Boyz
The Lost Boyz war eine Hip-Hop-Gruppe aus Queens, New York City. Die Gruppe begann ihre musikalische Karriere 1995 und beendete sie nach dem Mord an dem Mitglied Freaky Tah 1999. Größter kommerzieller Erfolg war die Single Renee.

## Mitglieder
Die Gruppe bestand aus den Rappern Mr. Cheeks und Freaky Tah sowie dem DJ Spigg Nice und Pretty Lou. Freaky Tah wurde am 28. März 1999 bei einer Geburtstagsparty für Mr. Cheeks beim Verlassen des Sheraton Hotel in Queens in den Kopf geschossen. Er starb kurz nach der Ankunft im Jamaica Hospital Medical Center. Die drei Täter um den Schützen kamen aus der unbekannten Rapgruppe Hellraisers und wurden anschließend wegen Mordes angeklagt. Die Rivalität zwischen beiden Gruppen hatte ihren Ursprung in einem Raubüberfall auf ein Mitglied der Lost Boyz im November 1998. Daraufhin hatte ein Bekannter der Lost Boyz den Halbbruder des Schützen erschossen. Der Mörder von Freaky Tah nahm fälschlicherweise an, Freaky Tah sei ein Cousin des Mörders.

## Geschichte
Die Band veröffentlichte 1995 ihre Debüt-Single Lifestyles of the rich & shameless, die bei den Billboard Hot 100 auf Platz 91 gelangte. Nach der Single bekamen die Mitglieder der Gruppe einen Plattenvertrag bei Uptown Records. Für den Soundtrack zu dem Film Hip Hop Hood – Im Viertel ist die Hölle los steuerten sie das Lied Renee bei, das später auch auf dem Album 1996 veröffentlichten Album Legal Drug Money war. Die Single erreichte, ebenso wie das Album, den Goldstatus der RIAA und kam auf Platz 33 der Billboardcharts. Dies war die erfolgreichste Single der Gruppe. Das Lied thematisiert den Schmerz, der durch den Tod der Freundin bei einer zufälligen Schießerei entsteht. Aus demselben Album wurden auch die Singles Music Makes Me High, Jeeps, Lex Coups, Bimaz & Benz und Get Up ausgekoppelt. Das Debütalbum selbst erreichte Platz 6 der Charts.
Das zweite Album Love, Peace & Nappiness wurde 1997 veröffentlicht und erreichte Goldstatus. Die einzige Single aus dem Album, Me & My Crazy World, erreichte Platz 52 der Billboardcharts. Nach dem Tod von Freaky Tah kam mit LB IV Life das letzte reguläre Release der Gruppe auf den Markt. Es konnte nicht an alte Erfolge anknüpfen. Die Gruppe löste sich anschließend auf. 2005 kam das Best-Of-Album Lost Boyz Forever auf den Markt.
Mr. Cheeks veröffentlichte drei Soloalben John P. Kelly (2001), Back Again! (2003) und Ladies And Ghettomen (2004). Mit der Single Lights, Camera, Action! aus dem ersten Soloalbum erreichte er Platz 14 der Popcharts. Er war auf der von Timbaland produzierten Single Jump off von Lil’ Kim zu hören, die 2003 in den USA Platz 16 und in Deutschland auf Platz 78 erreichte.

## Diskografie

### Studioalben
| Jahr | Titel                   | Höchstplatzierung, Gesamtwochen, AuszeichnungChartplatzierungen (Jahr, Titel, Platzierungen, Wochen, Auszeichnungen, Anmerkungen) | Höchstplatzierung, Gesamtwochen, AuszeichnungChartplatzierungen (Jahr, Titel, Platzierungen, Wochen, Auszeichnungen, Anmerkungen) | Anmerkungen                              |
| Jahr | Titel                   | UK | US | Anmerkungen                              |
| ---- | ----------------------- | --- | --- | ---------------------------------------- |
| 1996 | Legal Drug Money        | UK64 (1 Wo.)UK | US6 Gold · (23 Wo.)US | Erstveröffentlichung: 4. Juni 1996       |
| 1997 | Love, Peace & Nappiness | UK97 (1 Wo.)UK | US9 Gold · (19 Wo.)US | Erstveröffentlichung: 17. Juni 1997      |
| 1999 | LB IV Life              | — | US32 (6 Wo.)US | Erstveröffentlichung: 28. September 1999 |

Kompilationen
- 2005: Forever

### Singles
| Jahr | Titel Album                                         | Höchstplatzierung, Gesamtwochen, AuszeichnungChartplatzierungen (Jahr, Titel, Album, Platzierungen, Wochen, Auszeichnungen, Anmerkungen) | Höchstplatzierung, Gesamtwochen, AuszeichnungChartplatzierungen (Jahr, Titel, Album, Platzierungen, Wochen, Auszeichnungen, Anmerkungen) | Anmerkungen                                         |
| Jahr | Titel Album                                         | UK | US | Anmerkungen                                         |
| ---- | --------------------------------------------------- | --- | --- | --------------------------------------------------- |
| 1995 | Lifestyles of the Rich & Shameless Legal Drug Money | — | US91 (6 Wo.)US | Erstveröffentlichung: 25. April 1995                |
| 1995 | Jeeps, Lex Coups, Bimaz & Benz Legal Drug Money     | — | US67 (11 Wo.)US | Erstveröffentlichung: 22. August 1995               |
| 1996 | Can’t Be Wasting My Time 11-20-79                   | — | US65 (13 Wo.)US | Erstveröffentlichung: 30. Januar 1996 mit Mona Lisa |
| 1996 | Renee Legal Drug Money                              | — | US33 Gold · (18 Wo.)US | Erstveröffentlichung: 30. Januar 1996               |
| 1996 | Music Makes Me High Legal Drug Money                | UK42 (2 Wo.)UK | US51 (16 Wo.)US | Erstveröffentlichung: 3. März 1996                  |
| 1996 | Get Up Legal Drug Money                             | — | US60 (17 Wo.)US | Erstveröffentlichung: 17. Juli 1996                 |
| 1997 | Me and My Crazy World Love, Peace & Nappiness       | — | US52 (10 Wo.)US | Erstveröffentlichung: 2. Mai 1997                   |
| 1997 | Love, Peace And Nappiness Love, Peace & Nappiness   | UK57 (1 Wo.)UK | — | Erstveröffentlichung: Juni 1997                     |